# Зарічна (село, Талицький міський округ)
Зарі́чна (рос. Заречная) — село у складі Талицького міського округу Свердловської області.
Населення — 43 особи (2010, 63 у 2002).
Національний склад станом на 2002 рік: росіяни — 89 %.
До 1 жовтня 2017 року село мало статус присілка.